# City Point (Brooklyn)
City Point es un complejo comercial y residencial de varios edificios de uso mixto en el centro de Brooklyn, Nueva York (Estados Unidos). Las torres que la componen son la City Point I, la City Point II y la Brooklyn Point. Con 219 metros, esta última es el rascacielos más alto de Brooklyn.
City Point recibió el apoyo de la Corporación de Desarrollo Económico de la Ciudad de Nueva York como un desarrollo sostenible de uso mixto para el comercio minorista y la vivienda. El proyecto fue desarrollado por Albee Development LLC y diseñado por los arquitectos Cook + Fox, y tiene como objetivo obtener la certificación LEED-Silver. Se esperaba que creara al menos 328 puestos de trabajo en la construcción y 108 puestos de trabajo permanentes.
El complejo está construido sobre la entrada noroeste de la estación DeKalb Avenue en los trenes B, Q y R del metro de la ciudad de Nueva York. Está al otro lado de Flatbush Avenue Extension del campus de Brooklyn de Long Island University, y al otro lado de Fleet Street desde el futuro sitio de 9 DeKalb Avenue. City Point está ubicado en el antiguo sitio del Albee Square Mall, y su entrada sur se centra en el Fulton Street Mall cerca del histórico Dime Savings Bank of New York.

## Descripción e historia

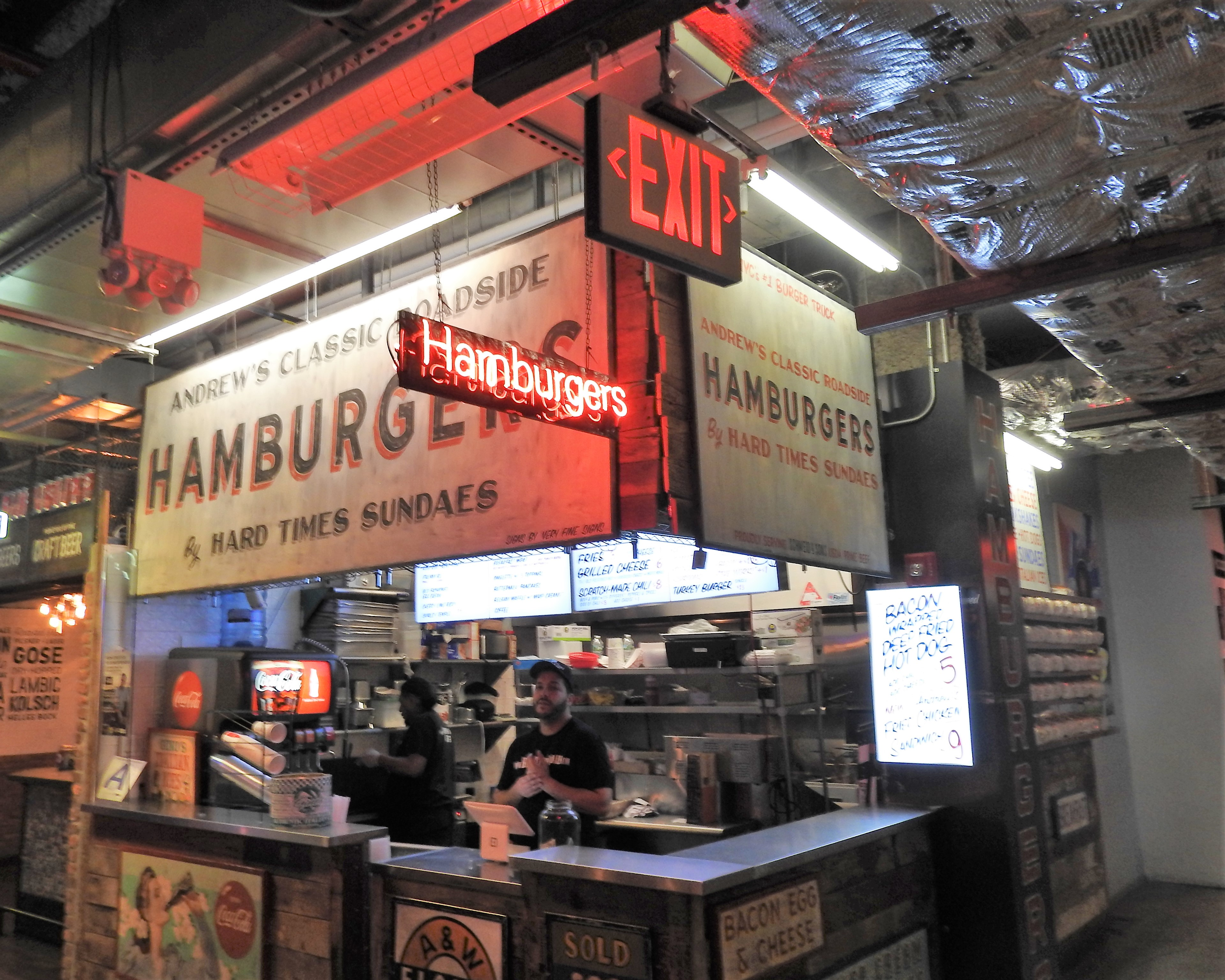
City Point (Brooklyn), Restaurantes de hamburguesas en Estados Unidos, marzo de 2019 en Brooklyn, Nueva York

En 2004, la oficina de Desarrollo Económico de la ciudad de Nueva York adoptó el "Plan Downtown Brooklyn", que consistía en una serie de cambios de zonificación y obras públicas. City Point fue uno de los desarrollos ganadores propuestos, ubicado en terrenos de propiedad municipal, en un área ya bien establecida como corredor comercial.

### Torres
La primera torre, City Point Tower I (también conocida como 7 DeKalb), abrió en 2015. Es una torre de 19 pisos, 225 000 pies cuadrados con 200 unidades de vivienda asequible, y 4600 m² de espacio comercial.
La segunda torre, City Point Tower II (también conocida como 1 DeKalb Avenue), o 10 City Point, que opera como City Tower se completó en 2015 y se inauguró en 2016. Es una torre de 30 pisos y 335.000 pies cuadrados con 440 unidades a precio de mercado.
En 2020 se terminó la tercera torre, City Point Tower III, ubicada en 138 Willoughby Street, con 219 m de altura, lo que la convierte en la más alta de Brooklyn en 2020. Contiene 458 unidades de condominio a precio de mercado que ocupan 100 541,3 m², con tres pisos de espacio comercial que ocupan 46 680 m². Tower III opera como Brooklyn Point y fue diseñada por la firma Kohn Pedersen Fox. Este es el único desarrollo residencial a la venta en City Point.

### Estatua de Ruth Bader Ginsburg
El 15 de marzo de 2021 está prevista la instalación permanente en City Point de una estatua de bronce de 1,8 m de Ruth Bader Ginsburg, la segunda mujer en servir en la Corte Suprema de los Estados Unidos.